# جون ثورنتون (سياسي)
جون ثورنتون (بالإنجليزية: John Randolph Thornton)‏ هو محامي وقاضي وسياسي أمريكي، ولد في 25 أغسطس 1846 في الولايات المتحدة، وتوفي في 28 ديسمبر 1917 في نفس البلد. حزبياً، نشط في الحزب الديمقراطي. وقد انتخب عضو مجلس الشيوخ الأمريكي.